# Torneo de Winston-Salem 2023
El Winston-Salem Open 2023 fue un torneo de tenis perteneciente al ATP Tour 2023 en la categoría ATP Tour 250. Tuvo lugar en la ciudad de Winston-Salem, Carolina del Norte, Estados Unidos, desde el 20 hasta el 26 de agosto de 2023 sobre canchas duras. Formó parte del US Open Series 2023.

## Distribución de puntos
| Modalidad            | Campeón | Finalista | Semifinales | Cuartos de final | 3ª ronda | 2ª ronda | 1ª ronda | Clasificados | 2ª ronda de clasificación | 1ª ronda de clasificación |
| Individual masculino | 250     | 150       | 90          | 45               | 20       | 10       | 0        | 12           | 6                         | 0                         |
| Dobles masculino     | 250     | 150       | 90          | 45               | —        | —        | 0        | —            | —                         | —                         |

## Cabezas de serie

### Individuales masculino
| Tenista                 | Ranking | Preclasificado |
| Borna Ćorić             | 16      | 1              |
| Tallon Griekspoor       | 25      | 2              |
| Sebastian Korda         | 30      | 3              |
| Laslo Djere             | 34      | 4              |
| Jiří Lehečka            | 35      | 5              |
| Sebastián Báez          | 42      | 6              |
| Arthur Fils             | 46      | 7              |
| Botic van de Zandschulp | 47      | 8              |
| Aleksandar Vukic        | 48      | 9              |
| Yannick Hanfmann        | 50      | 10             |
| Daniel Altmaier         | 52      | 11             |
| Richard Gasquet         | 53      | 12             |
| Marcos Giron            | 54      | 13             |
| Márton Fucsovics        | 56      | 14             |
| Sebastian Ofner         | 59      | 15             |
| Emil Ruusuvuori         | 60      | 16             |

- Ranking del 14 de agosto de 2023.[2]

### Dobles masculinos
| Tenista                      | Ranking | Preclasificado |
| Rajeev Ram Joe Salisbury     | 9       | 1              |
| Lloyd Glasspool Neal Skupski | 24      | 2              |
| Hugo Nys Jan Zieliński       | 35      | 3              |
| Jamie Murray Michael Venus   | 55      | 4              |

## Campeones

### Individual masculino
Sebastián Báez venció a  Jiří Lehečka por 6-4, 6-3

### Dobles masculino
Nathaniel Lammons /  Jackson Withrow vencieron a  Lloyd Glasspool /  Neal Skupski por 6-3, 6-4